# 1588 en littérature
| Années de la littérature : 1585 - 1586 - 1587 - 1588 - 1589 - 1590 - 1591    |
| Décennies de la littérature : 1550 - 1560 - 1570 - 1580 - 1590 - 1600 - 1610 |

Cet article présente les faits marquants de l'année 1588 en littérature.

## Événements
- Mars : parution de la première gazette périodique à Francfort en Allemagne Messrelation (en)  (« Nouvelles des foires »), publié deux fois par an en mars et septembre par Michel von Aitzing à Cologne[1].

- 10 juillet : de retour à Paris, Michel de Montaigne est emprisonné à la Bastille par les hommes de la Ligue. Il est libéré le jour même, grâce à l'intervention de la reine Catherine de Médicis auprès du duc de Guise[2].
- 15 octobre : The Epistle un pamphlet puritain signé Martin Marprelate suivit d'une série d'autres, qui contestent la légitimité de l'épiscopat anglican, ouvre une controverse en Angleterre[3].

## Parutions
- Février : Thomas Harriot achève A Briefe and True Report of the New Found Land of Virginia, récit de son séjour dans le Nouveau Monde, publié à Londres au printemps[4].
- Mai : publication à Salamanque par Guillermo Foquel de l'édition princeps des œuvres de Thérèse d'Avila en espagnol préparée par Luis de León, contenant Le Livre de la vie, le Chemin de perfection, le Château intérieur[5],[6].
- 12 juin :  Montaigne rédige l'avis au lecteur de la cinquième édition des Essais publiée chez Abel L'Angelier à Paris (la quatrième connue), augmentée du troisième livre[7]. L'Exemplaire de Bordeaux est annoté par Montaigne de 1588 à 1592.

- Publication à Rome du premier volume des Annales ecclesiastici de Caesar Baronius pour combattre les Centuries de Magdebourg[8].
- Concordia liberi arbitri cum gratiae donis, publié par Luis de Molina, relance le débat sur la grâce[9].

- Jean de Sponde publie Méditations sur les pseaumes, avec un Essay de quelques poèmes chrestiens, contenant les Stances et sonnets de la mort[10].
- Le Gan de Jean , recueil de poèmes de Jean Godard[11].

## Décès
- Louis Bellaud, dit Bellaud de la Bellaudière, poète français de langue occitane (° 1543).